# Jan Černý
Jan Černý, né le 4 mars 1874 à Uherský Ostroh et mort le 10 avril 1959 dans la même ville, est un haut fonctionnaire et homme politique tchécoslovaque. Il est Premier ministre à deux reprises, de septembre 1920 à septembre 1921 puis de mars 1926 à septembre 1926.

## Biographie
Il fait des études de droit à l'université Charles de Prague. En 1912 il est chef de cabinet du gouverneur de Moravie puis est nommé au poste de gouverneur de Moravie de 1918 à 1920, de 1921 à 1928 puis de 1929 à 1939.
Il est nommé Premier ministre le 15 septembre 1920. Il démissionne le 26 septembre 1921. Il est de nouveau nommé premier ministre le 18 mars 1926.